# Nagy Árpád (festőművész)
Nagy Árpád (Pika) (Erdőszengyel, 1950. július 19. –) Munkácsy Mihály-díjas (2009) festőművész, díszlettervező, egyetemi tanár.

## Életpályája
1961–1969 között a marosvásárhelyi Zene- és Képzőművészeti Líceum diákja volt. 1969–1972 között a marosvásárhelyi Architektúra Technikumban tanult. 1973–1978 között a kolozsvári Ion Andreescu Képzőművészeti Főiskola hallgatója volt, ahol Abodi Nagy Béla oktatta. 1978–1989 között a marosvásárhelyi Nemzeti Színház díszlettervezője volt. 1989-ben települt át Magyarországra. 1991–1997 között az „Elő Tér" Művészeti Iskola rajztanára volt. 1997–2000 között az Óbudai Képzőművészeti Szakközép Iskola grafika szakának tanáraként tevékenykedett. 1999 óta a Block Csoport tagja. 2000–2016 között a Magyar Képzőművészeti Főiskola „Tehetségkutató Központjának" felvételi előkészítő tanára volt. 2008–2012 között az egri Esterházy Károly Főiskola grafika szakos tanára volt. 2014–2015 között a Budapest-Rákospalotai Múzeum, megbízott múzeumvezetője volt.

## Kiállításai

### Egyéni
- 1993, 1995-1996, 1998–1999, 2002, 2005-2008, 2010-2012, 2014-2015 Budapest
- 1994 Kisújszállás
- 1997, 2000 Szentendre
- 2009 Eger
- 2016 Szolnok

### Válogatott, csoportos
- 1981 Marosvásárhely
- 1981, 1994 Sepsiszentgyörgy
- 1982 Székelyudvarhely
- 1985 Nagybánya
- 1989, 1992, 1999 Szentendre
- 1990, 1993 Vác
- 1991 Budapest, Bécs, Székesfehérvár
- 1992, 1995 Jászberény
- 1993-1999 Budapest
- 1995-1996 Csíkszereda
- 1996 Győr, Hatvan
- 1998 Krakkó, Varsó
- 1999 Berlin
- 2000 Köln, Párizs

## Díjai
- Kunstschtifftung szakmai ösztöndíj, Stuttgart (2002)
- A Római Magyar Akadémia ösztöndíja (2008)
- Munkácsy Mihály-díj (2009)
- Kortárs-díj (2018)[1]
- Az MMA Képzőművészeti Díja (2019)[1]